# Heinrich August Erhard
Heinrich August Erhard, född 13 februari 1793 i Erfurt, död 22 juni 1852 i Münster, var en tysk historiker och arkivarie.
Erhard var arkivarie vid provinsarkivet i Münster. Åren 1834–1851 var han föreståndare för Verein für Geschichte und Altertumskunde Westfalens, Abt. Münster och utgivare av Zeitschrift für Vaterländische Geschichte und Altertumskunde. Han ägnade sig särskilt åt djupgående forskning rörande renässansen i Tyskland och utgav såsom resultat av denna forskning flera förtjänstfulla arbeten, bland vilka särskilt kan nämnas Geschichte des Wiederaufbluhens wissenschaftlicher Bildung vornehmlich in Deutschland, bis zum Anfang der Reformation (tre band, 1827–1832).